# USS Blenny (SS-324)
USS Blenny (SS-324) – підводний човен військово-морських сил США типу «Балао», споруджений під час Другої Світової війни.
Човен спорудила компанія General Dynamics Electric Boat на верфі у Ґротоні, штат Конектикут. Після проходження випробувань поблизу Ньюпорту (Род-Айленд) та Кі-Весту (Флорида) човен 15 вересня 1944-го вирушив до місця служби та 15 жовтня прибув до Перл-Гарбору, де увійшов до складу Тихоокеанського флоту.

## Походи
Всього човен здійснив чотири бойові походи.
1-й похід. 10 листопада 1944-го Blenny вийшов із бази, 22 – 23 листопада пройшов бункерування на Сайпані (Маріанські острови), після чого попрямував до району патрулювання біля західного узбережжя острова Лусон. Вранці 14 грудня за три десятки кілометрів від входу до затоки Лінгаєн човен артилерійським вогнем потопив невелике судно Тайшо-Мару №5 (47 тон), а під вечір за дев’яносто кілометрів південніше випустив три торпеди та знищив кайбокан (корабель берегової оборони, фрегат). До 2 січня 1945-го човен ще чотири рази атакував ворожі судна, проте успіх сприяв йому лише в першому випадку, коли було потоплене вантажне судно зі складу конвою TAMA-36. Після вичерпання торпед Blenny попрямував через Південнокитайське та Яванське моря і протоку Ломбок та 13 січня прибув до бази у Фрімантлі на західному узбережжі Австралії.
2-й похід. 5 лютого 1945-го човен вийшов для бойового патрулювання біля узбережжя південного В’єтнаму. Тут біля бухти Камрань він тричі атакував ворожі судна, проте лише одного разу зміг потопити танкер зі складу конвою HI-96. З 2 по 4 березня Blenny перебував у затоці Субік-Бей на Філіппінах, де поповнив запас торпед та знову вийшов до берегів Індокитаю. 20 березня за сім десятків кілометрів південніше від Камрані він випустив чотири торпеди по конвою та повідомив про попадання у два судна, при цьому за даними Т. Роско фактично були потоплені одразу три невеликі транспорти (тоннажем від 500 до 1039 тон). 27 березня Blenny вдруге прибув до Субік-Бей.
3-й похід. 16 квітня 1945-го човен вийшов для дій у північній частині Південно-Китайського моря. Колись цей район був відомий серед американських підводників як «Конвой Коллідж», тепер же японське судноплавство стало тут дуже обмеженим. 15 травня Blenny обстріляв артилерією радіовежу та баржу на островах Пратас (три сотні кілометрів на південний схід від Гонконгу), а через дві доби зайшов для поповнення запасів до Субік-Бей. 18 травня човен продовжив свій похід, маючи тепер наказ патрулювати у Яванському морі. 25 травня за сім десятків кілометрів на схід від Батавії (Джакарти) Blenny вступив у артилерійський бій, а потім потопив торпедами патрульний човен Kairyu Maru (81 тона). 30 травня поблизу Банджармасина (південне узбережжя острова Борнео) Blenny знищив артилерійським вогнем люгер, а через кілька годин у двох атаках випустив п’ять торпед по невеликому вантажному судну, одна з яких і потопила ціль. 9 червня Blenny прибув до Фрімантлу.
4-й похід. 5 липня 1945-го човен відбув з Австралії для дій у Яванському морі. Втім, перш ніж увійти туди, він 11 липня потопив артилерійським вогнем невелике судно біля входу до протоки Балі (відділяє Яву від острова Балі), після чого попрямував на схід та вночі пройшов у північному напрямку через протоку Ломбок (між Балі та ще одним островом Ломбок). 16 липня за півтори сотні кілометрів на північ від Семарангу Blenny у двох атаках випустив дванадцять торед та потопив канонерський човен «Нанкай» (колишній нідерландський мінний загороджувач «Регулус», захоплений у недобудованому стані та завершений в 1944-му). Після цього Blenny вступив у артилерійський бій з мисливцем за підводними човнами CH-1 та відігнав його, досягнувши двох влучань із головного калібру (CH-1 у підсумку пережив війну). 20 липня за сотню кілометрів на північний захід від Сурабаї Blenny разом із іншим підводним човном Baya вступив у артилерійський бій з патрульним катером, проте жодній із субмарин не вдалось уразити ціль.
Далі човен перейшов до східного узбережжя півострова Малакка, де 23 липня артилерійським вогнем потопив сампан, після чого підпалив невелике судно (пожежу на останньому спостерігали багато годин, тому на Blenny вирішили, що воно також може бути віднесене до розряду повних втрат). Невдовзі човен вступив у бій зі ще двома малими судами, котрі стояли на якорі біля берегу, проте через точний вогонь у відповідь на Blenny вирішили зануритись. За цим одне з суден, яке виявилось патрульним катером, безрезультатно скинуло на човен кілька глибинних бомб. До кінця свого патрулювання Blenny потопив ще 53 плавзасоби – одне мале судно, буксир, який йшов із чотирма баржами, та численні вітрильники (в окремих випадках на них навіть не витрачали снаряди, а висаджували підривні команди). 3 серпня Blenny знайшов абордажну партію з підводного човна Cod, котра втратила контакт зі своєю субмариною. Тієї ж доби партія була передана на Cod. У підсумку Blenny 14 серпня (в день капітуляції Японії) прибув до затоки Субік-Бей.

## Післявоєнна доля
Після війни багато підводних човнів вивели в резерв, проте Blenny продовжував діяти у складі Тихоокеанського флоту.
В 1951 він пройшов модернізацію за програмою GUPPY, котра була, передусім, спрямована на збільшення терміну дії у підводному положенні.
У 1954-му човен перевели на Атлантичний флот.
7 листопада 1969 року Blenny вивели у резерв, а 15 серпня 1973 виключили зі складу ВМФ.
У червні 1989-го колишню субмарину затопили для створення штучного рифу біля узбережжя Меріленду.

## Бойовий рахунок
| Дата       | Назва                           | Тип                | Тоннаж | Місце            |
| 14.12.1944 | Тайшо Мару №5                   |                    | 47     | 16°34'S 119°40'E |
| 14.12.1944 | Корабель берегової оборони № 28 | фрегат             | 800    | 15°46'S 119°45'E |
| 23.12.1944 | Кендзуй-Мару                    | вантажне           | 4156   | 16°50'N 120°18'E |
| 26.02.1945 | Амато-Мару                      | танкер             | 10238  | 11°57'N 109°18'E |
| 20.03.1945 | Ямакуні-Мару                    | вантажне           | 500    | 11°57'N 108°55'E |
| 20.03.1945 | Нансін-Мару №21                 | танкер             | 834    | 11°17'N 108°55'E |
| 20.03.1945 | Мосен-Мару                      | вантажне           | 1039   | 11°17'N 108°55'E |
| 25.05.1945 | Kairyu Maru                     | патрульний катер   | 81     | 6°0'S 107°34'E   |
| 30.05.1945 | Гококу-Мару                     | вантажне           | 520    | 4°9'S 114°16'E   |
| 16.07.1945 | Нанкай                          | канонерський човен | 2400   | 5°26'S 110°33'E  |